# Роже Валковјак
Роже Валковјак (фр. Roger Walkowiak, IPA: ; 2. март 1927 – 6. фебруар 2017) бивши је француски професионални бициклиста у периоду од 1951. до 1960. године. Највећи успех остварио је 1956. године, када је освојио Тур де Франс. Једини је побједник Тура који никада није освојио ниједну етапу.
Умро је у фебруару 2017. у 89 години.

## Каријера
Валковјак је почео да вози 1947, а прву победу остварио је 1949. године на првенству Авијера. Први Тур де Франс возио је 1951. и завршио га је на 57 месту. 1952. остварио је две победе, а у наредне две године по једну победу. 1955. забележио је пет победа, а Тур де Франс је напустио током 11 етапе.
Године 1956. возио је први пут Вуелта а Еспању и победио је на једној етапи. На Тур де Франсу 1956. године, Валковјак је на седмој етапи побегао са још 30 возача и завршио је етапу са 18 минута предности, што му је било довољно да преузме жуту мајицу, пре етапе није сматран за конкурента за генерални пласман. Жуту мајицу је изгубио након етапе 10. Након 15 етапе, Вагманс је био лидер, али је Валковјак и даље био добро пласиран. На 18 етапи Шарли Гол је напао, Вагманс је изгубио 16 минута, а Валковјак само 8, те је преузео мајицу, коју је сачувао до краја. Валковјакова победа је слабо испраћена, публика је била разочарана што је трку освојио анонимус. Валковјак је постао други возач који је освојио Тур без иједне етапне победе и он је једини возач који је освојио Тур без иједне етапне победе икада. 
1957. године, Валковјак је напустио Тур на 18 етапи, а једину победу остварио је на Вуелти, где је завршио на 15 месту у генералном пласману. 1958. завршио је Тур на 75 месту. 1959. остварио је победу на трци Ле Крузот, што му је била задња победа у каријери.

## Крај каријере
Валковјак је био толико депресиран што његова победа на Туру није испраћена како треба, да је наредних година возио лоше. Године 1959. је завршио каријеру и отворио је бар. Кад год би га људи задиркивали због његове победе на Туру, губио је све више самопоуздање и отишао је да ради у фабрици аутомобила, где је радио кад је био млађи.
Било је потребно много година да убеде Валковјака да је он заслужан за оно што је урадио. Сада прича о дану када је био анонимус који је освојио највећу трку на свету.